# Denise King
Pour les articles homonymes, voir King.
Denise King, née le 31 octobre 1954 à Philadelphie, est une chanteuse de jazz américaine.
Elle commence sa carrière sur le tard, à trente ans, sans avoir fréquenté ni l'église ni le conservatoire. Elle était assistante médicale lorsqu'un ami guitariste, Rahman Rasheed, l'a entendue par hasard chanter et a perçu son talent, la poussant à faire ses premiers essais en tant que chanteuse professionnelle. Elle a accepté, espérant gagner un peu d'argent, et la chanson est rapidement devenue sa seule profession. 

## Discographie
- 1994 : Now...Ain't That Love, R.E.D.D. King Records
- 1996 : Simply Mellow, R.E.D.D. King Records
- 2002 : Fever, R.E.D.D. King Records
- 2010 : No Tricks, Cristal Records 178 (avec Olivier Hutman)
- 2012 : Give Me the High Sign, Cristal Records 209  (avec Olivier Hutman)
- 2015 : Seasons of Jazz. Volume 1, Dot Time Records